# Branko Peković
Branko Peković (cyr. Бранко Пековић, ur. 7 maja 1979) – serbski piłkarz wodny. Brązowy medalista olimpijski z Pekinu.
Zawody w 2008 były jego jedynymi igrzyskami olimpijskimi. W turnieju wystąpił w ośmiu spotkaniach i strzelił dwie bramki. W reprezentacji kraju (Serbii, a wcześniej Jugosławii oraz Serbii i Czarnogóry) rozegrał 179 spotkań i strzelił 104 bramki. Był m.in. złotym medalistą mistrzostw Europy w 2001 i 2006, srebrnym w 1997 i 2008. W 2001 był srebrnym medalistą mistrzostw świata. W karierze klubowej grał m.in. w Crvenej Zvezdzie Belgrad oraz Dinamo Moskwa.